# Pinchas Rosen

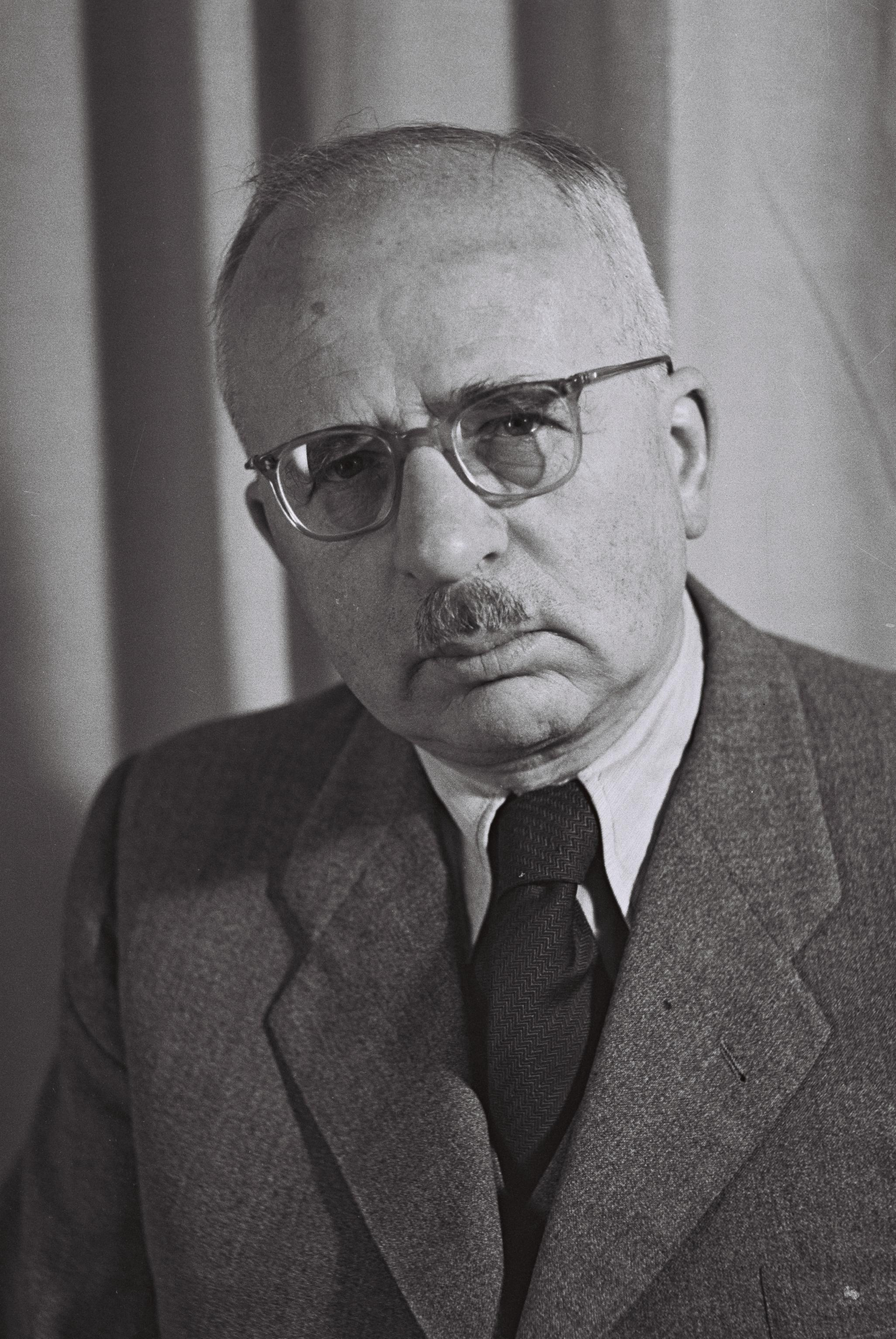
Pinchas Rosen (1951)

Pinchas Rosen (hebräisch פִּנְחָס רוֹזֵן, * 1. Mai 1887 in Berlin als Felix Rosenblüth; † 3. Mai 1978 in Tel Aviv) war ein israelischer Politiker, mehrmals Justizminister und vor 1923 Vorsitzender der deutschen Zionisten im Deutschen Reich.

## Leben
Felix Rosenblüth war ein Sohn des aus Ungarn stammenden Fabrikanten Samuel Rosenblüth (1854–1925) und der Berliner Kindergärtnerin Fanny Pulvermacher (1861–1949). Er hatte fünf Geschwister, darunter sein älterer Bruder, der zionistische Verbandsfunktionär Martin Michael Rosenblüth, und Malka, die Mutter des Bildhauers Itzhak Danziger. Ab 1904 absolvierte er nach dem Schulbesuch ein Studium der Rechtswissenschaften und Staatswissenschaften an der Albert-Ludwigs-Universität Freiburg sowie der Friedrich-Wilhelms-Universität zu Berlin, das er 1908 mit der Zulassung zum Rechtsanwalt abschloss. 1910 erfolgte seine Promotion zum Dr. iur. bei Georg Jellinek mit dem Thema „Zur Begriffsbestimmung von Volk und Nation“. Als Student trat er der zionistischen Verbindung Jüdischer Studenten Maccabaea Berlin bei und war 1912 Mitgründer des Jüdischen Wanderbundes Blau-Weiß. Während des Ersten Weltkrieges diente er in der deutschen Armee als Offizier. Von 1920 bis 1923 war er Vorsitzender der Zionistischen Vereinigung für Deutschland.
1926 siedelte Rosen ins britische Mandatsgebiet Palästina über und war Treuhänder der von der Histadrut gegründeten öffentlichen Baugesellschaft Solel Boneh sowie von 1926 bis 1931 Mitglied des Zionistischen Direktorats in London und zugleich Direktor von dessen Organisationsabteilung und 1932 einer der Gründer der Hitʾachdūt ʿŌlej Merkaz Ejrōpah (hebräisch הִתְאַחְדוּת עוֹלֵי גֶּרְמַנְיָה Hitʾachdūt ʿŌlej Germanjah, deutsch ‚Vereinigung der Olim Deutschlands‘). Zudem wirkte Rosen zwischen 1931 und 1948 als Rechtsanwalt.

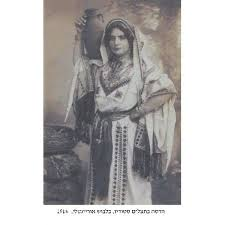
Hadassah Perlmann, 1914

Im Jahre 1935 heiratete er in zweiter Ehe die gebürtige Königsbergerin Hadassah (Esther) Perlmann (1891–1945; zuvor verheiratet mit Moses Calvary [1876–1944]), mit der er die Tochter Rivka Rosenblüth (1935–1942) hatte. Zwischen 1935 und 1950 war er Mitglied des Stadtrates von Tel Aviv, 1942 Gründer und Vorsitzender der Neuen ʿAlijah-Partei. 1944 wählten die Stimmberechtigten des Jischuvs Rosen in die vierte palästinensische Repräsentantenversammlung des Jischuvs der Mandatszeit.
Nach der Gründung des Staates Israel, dessen Unabhängigkeitserklärung Rosen mitunterzeichnete, war er 1948 Mitbegründer der Progressiven Partei (Miflaga Progresivit), die sich als Bündnis aus der Neuen Alijah-Partei, HaʿOved Ha'Zioni sowie Gruppen von Zionisten bildete. Am 14. Mai 1948 wurde er von Ministerpräsident David Ben Gurion zum ersten Justizminister ernannt und behielt dieses Amt zunächst bis zum 8. Oktober 1951. Für die Progressive Partei wurde er am 14. Februar 1949 auch erstmals in die Knesset gewählt, der er bis zum 23. Dezember 1968 ununterbrochen angehörte. Vom 24. Dezember 1952 bis zum 13. Februar 1956 war Rosen dann erneut Justizminister, ebenso wie vom 7. Januar 1958 bis zum 2. November 1961. Als Justizminister setzte er sich für diplomatische Beziehungen mit der Bundesrepublik Deutschland ein. Im Januar 1952, bei den kontroversen Auseinandersetzungen in der Knesset um bundesdeutsche Entschädigungszahlungen, spielten letztendlich wirtschaftliche Faktoren eine entscheidende Rolle. Bei dem Gesetz zur Bestrafung von Nazis und Nazihelfern von 1950, das Rosen in die Knesset eingebracht hatte, ging es vorrangig um die Ahndung von Verbrechen, die in Kollaboration mit Nationalsozialisten in Deutschland bzw. im deutsch besetzten Europa begangen wurden von Personen, die später in Israel lebten.
Im Jahre 1961 gehörte Rosen zur Führung der aus einem Zusammenschluss der Progressiven Partei und den Allgemeinen Zionisten (Zionim Klalim) entstandenen Liberalen Partei (Miflaga Liberalit Jisrəʾelit). Nach der Gründung des Liberalen Cherut-Blocks (Gahal) 1965 trat er aus der Liberalen Partei aus und wurde Vorsitzender der Unabhängigen Liberalen Partei (Liberalim Atzmaʾim). Begraben wurde er auf dem Friedhof Nachalat Jitzchaq in Givʿatajim.

## Ehrungen
- Anlässlich seines 100. Geburtstags wurde 1987 eine Sonderbriefmarke herausgegeben.[7]

## Veröffentlichungen
- The Jubilee Book of Pinhas Rosen. 1962